# 喬治亞太平洋
喬治亞太平洋股份有限公司，（英語：Georgia-Pacific LLC）簡稱喬治亞太平洋股份，以及喬治亞太平洋，屬於現時總部位於佐治亚州亚特兰大，在美國經營生產和銷售手帕紙、木漿、衛生紙、包裝、建築材料、化工等。
於1927年，由Owen Robertson Cheatham，於佐治亚州奥古斯塔設立，當時名為「Georgia Hardwood Lumber Co.」（喬治亞林業公司），其後開拓了蔗渣木材和胶合板。1949年收購位於西岸廠房，1948年，更名為「Georgia-Pacific Plywood & Lumber Co.」（喬治亞太平洋合板公司），1956年，更名為「Georgia-Pacific Corporation」（喬治亞太平洋股份有限公司）。之後在1957年，開始進軍經營牛皮纸和皮楞紙產品。
1987年，便是開始併購時代，包括US Plywood、Great Northern Nekoosa和Fort James Corporation。之後在2001年，收購Fort Howard Corporation, the James River Corporation和Crown-Zellerbach，同年以16.5億美元出售新聞紙業務，予給黛美達。
2005年11月13日公布，被科氏工業集團以以每股48美元，或210億美元收購該公司全數股權，其後從紐約證券交易所除牌。
而位於亞特蘭大總部的，喬治亞太平洋大樓仍然照常運作。

## 連結
- gp.com（页面存档备份，存于）